# Цесьле (Оборницький повіт)
Цесьле (пол. Cieśle) — село в Польщі, у гміні Роґозьно Оборницького повіту Великопольського воєводства.
Населення — 142 особи (2011).
У 1975-1998 роках село належало до Пільського воєводства.

## Демографія
Демографічна структура станом на 31 березня 2011 року:
|          | Загалом | Допрацездатний вік | Працездатний вік | Постпрацездатний вік |
| -------- | ------- | ------------------ | ---------------- | -------------------- |
| Чоловіки | 63      | 12                 | 47               | 4                    |
| Жінки    | 79      | 14                 | 53               | 12                   |
| Разом    | 142     | 26                 | 100              | 16                   |